# Spanische Männer-Handballnationalmannschaft (Junioren)
Die spanische Männer-Handballnationalmannschaft (Junioren) (selección española junior) ist die von der königlichen spanischen Handballföderation (Real Federación Española de Balonmano, RFEBM) aufgestellte Nationalauswahl Spaniens für Nachwuchsspieler der Altersklassen Junioren.

## DefinitionJuniorenundJugend
Die Juniorenauswahl steht altersmäßig zwischen der A-Nationalmannschaft und der Jugendauswahl.
Da sich die Leistungsfähigkeit von Sportlern altersabhängig unterscheidet, wird eine Klasseneinteilung vorgenommen. Unterhalb der Erwachsenenklasse Senioren (absoluta selección) werden die Sportler abhängig vom Geburtsjahr Altersklassen zugeteilt. Im deutschen Sprachraum wird dabei der Buchstabe U (steht für unter) vor das jeweilige Alter gesetzt. Die Junioren (júnior selección) und Jugend (juvenil selección) genannten Sportler treten in den Altersklassen U 21 (unter 21 Jahren) und U 19 (unter 19 Jahren) an. Da für die Einteilung das Geburtsjahr ausschlaggebend ist, können die Sportler ihre Klassenzugehörigkeit während einer Saison beibehalten.
Beispiele: An den U-21-Wettbewerben im Jahr 2018 durften Spieler der Geburtsjahrgänge 1998 und 1999 teilnehmen. An den U-19-Wettbewerben des Jahres 2018 durften Spieler der Geburtsjahrgänge 2000 und 2001 teilnehmen.
Da die Altersklassen jeweils nur zwei Jahre behalten werden, ist die Fluktuation weit größer als bei den Erwachsenenauswahlen.

## Spiele
Die Junioren (selección española junior) bestritten bis Juli 2024 über 750 Länderspiele bzw. Freundschaftsspiele. Das erste Spiel einer Juniorenauswahl fand am 4. März 1967 gegen eine polnische Auswahl statt; Spanien verlor das Spiel mit 16:23.
Im Folgenden eine Auswahl der letzten Länderspiele sowie bevorstehender Spiele.
| Nr. Anm. 1 | Datum           | Wettbewerb                    | Ort, Spielhalle                  | Zuschauer | Gegner        | S/U/N Anm. 2 | Ergebnis Anm. 3 | Anmerkungen                                   |
| ---------- | --------------- | ----------------------------- | -------------------------------- | --------- | ------------- | ------------ | --------------- | --------------------------------------------- |
| 759        | 21. Juli 2024   | Europameisterschaft 2024      | Celje, Zlatorog Arena            | 2.000     | Portugal      | S            | 35:31 (20:13)   | Das spanische Team wurde Europameister.       |
| 760        | 9. Januar 2025  | 4-Nationen-Turnier Portugal   | Pinhel                           | 300       | Portugal      | N            | 26:30 (17:14)   |                                               |
| 761        | 10. Januar 2025 | 4-Nationen-Turnier Portugal   | Pinhel                           | 400       | Deutschland   | U            | 29:29 (11:17)   |                                               |
| 762        | 11. Januar 2025 | 4-Nationen-Turnier Portugal   | Pinhel                           | 250       | Frankreich    | N            | 31:41 (15:19)   |                                               |
| 763        | 13. März 2025   | 4-Nationen-Turnier Frankreich | Serris, Gymnase Olympe de Gouges |           | Island        | S            | 32:28           |                                               |
| 764        | 15. März 2025   | 4-Nationen-Turnier Frankreich | Serris, Gymnase Olympe de Gouges |           | Frankreich    | N            | 25:28           |                                               |
| 765        | 9. Mai 2025     | Airport-Trophy Schweiz        | Kloten, Sporthalle Ruebisbach    | 250       | Deutschland   | S            | 30:29 (17:17)   |                                               |
| 766        | 10. Mai 2025    | Airport-Trophy Schweiz        | Kloten, Sporthalle Ruebisbach    | 600       | Schweiz       | S            | 32:26 (19:13)   |                                               |
| 767        | 11. Mai 2025    | Airport-Trophy Schweiz        | Kloten, Sporthalle Ruebisbach    | 250       | Frankreich    | S            | 27:23 (15:12)   | Spanien gewann das Turnier.                   |
|            | 18. Juni 2025   | U-21-Weltmeisterschaft 2025   | Kielce                           | 1.109     | Bahrain       | S            | 40:19 (21:12)   |                                               |
|            | 19. Juni 2025   | U-21-Weltmeisterschaft 2025   | Kielce                           | 217       | Saudi-Arabien | S            | 35:27 (20:9)    | Spanien qualifizierte sich für die Hauptrunde |
|            | 21. Juni 2025   | U-21-Weltmeisterschaft 2025   | Kielce                           | 284       | Ägypten       | N            | 29:30 (16:16)   |                                               |
|            | 23. Juni 2025   | U-21-Weltmeisterschaft 2025   | Kielce                           | 324       | Deutschland   | U            | 35:35 (15:19)   |                                               |
|            | 24. Juni 2025   | U-21-Weltmeisterschaft 2025   | Kielce                           | 269       | Schweiz       | S            | 45:33 (23:16)   |                                               |
|            | 26. Juni 2025   | U-21-Weltmeisterschaft 2025   | Katowice                         | 240       | Kroatien      | S            | 34:31 (14:14)   |                                               |
|            | 27. Juni 2025   | U-21-Weltmeisterschaft 2025   | Katowice                         | 250       | Frankreich    | S            | 41:40 (25:16)   | Spanien belegte den 9. Platz                  |

Fußnoten

## Erfolge
Spanische Juniorennationalmannschaften gewannen folgende große Wettbewerbe:
- U-20-Europameisterschaft 2012
- U-20-Europameisterschaft 2016
- U-21-Weltmeisterschaft 2017
- U-20-Europameisterschaft 2022
- U-20-Europameisterschaft 2024

## Spieler

### Aktuelle Mannschaft
Das Aufgebot der spanischen Juniorenauswahl zur Vorbereitung vor der Weltmeisterschaft in Polen im Juni 2025 besteht aus
- Álvaro Pérez (ABANCA Ademar), Pau Panitti (Fraikin Granollers)
- Manuel Pérez Mateos (Luceros), Javier Miñambres (ABANCA Ademar), Alejandro Pisonero (Atlético Valladolid), Djordje Cikusa (Montpellier Handball), Samuel Saiz (Tubos Aranda – Villa de Aranda), Pablo Herrero (Recoletas Atlético Valladolid), Petar Cikusa (FC Barcelona)
- Alberto Delgado (Cisne Colegio Los Sauces), Xavier González (Helvetia Anaitasuna), Pablo Guijarro (Fraikin Granollers), Ian Barrufet (MT Melsungen)
- Josu Arzoz (Horneo Eón Alicante), Jokin Aja (Bathco Torrelavega), Óscar Grau (FC Barcelona) und Víctor Romero.[13]

### Rekordspieler (nach Spielen)
| Platz | Spieler                 | Spiele | Tore | Position | Zeitraum  |
| ----- | ----------------------- | ------ | ---- | -------- | --------- |
| 01    | Aleix Gómez             | 66     | 246  | RA       | 2014–2017 |
| 02    | Alberto Aguirrezabalaga | 65     | 212  | RA       | 2006–2009 |
| 03    | Vicente Álamo           | 64     | 01   | TW       | 1994–1997 |
| 04    | Javier Valenzuela       | 60     | 136  | R        | 1987–1992 |
| 05    | Jaime González          | 58     | 089  | RA       | 2009–2011 |
| 06    | Ignacio Plaza           | 57     | 116  | KL       | 2012–2015 |
| 06    | Gonzalo Pérez de Vargas | 57     | 0    | TW       | 2008–2011 |
| 08    | Iosu Olalla             | 53     | 151  | RM       | 1988–1991 |
| 09    | Álvaro Ruiz             | 52     | 157  | RM       | 2008–2011 |
| 10    | Joaquin Soler           | 48     | 126  | RL       | 1990–1993 |
| 10    | Julen Aguinagalde       | 48     | 068  | KL       | 2001–2003 |

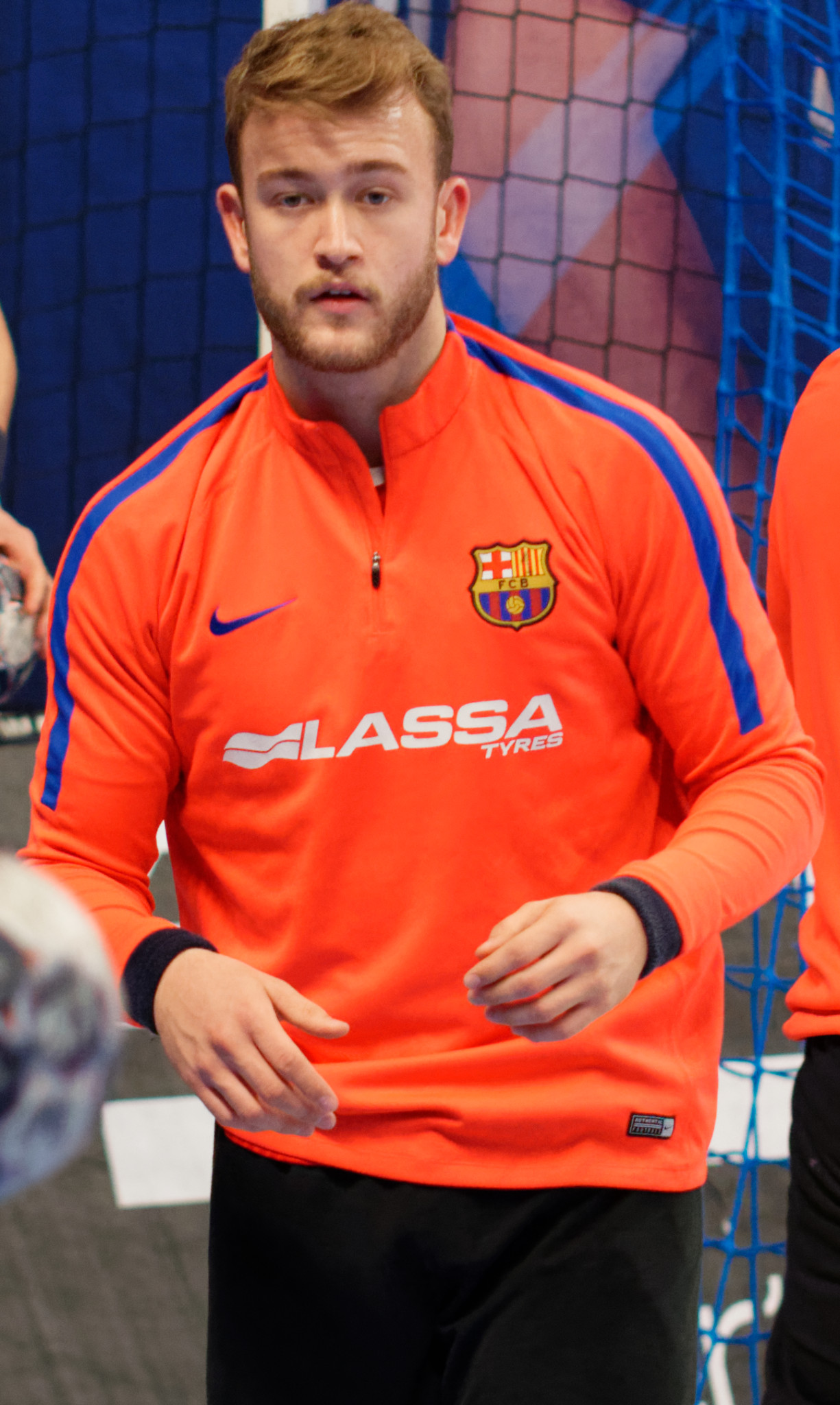
Gonzalo Pérez de Vargas ist einer der Rekord-Jugendnationalspieler der RFEBM

Von diesen elf Rekordspielern wurden nur Ignacio Plaza und Jaime González nie in der A-Auswahl eingesetzt.

### Rekordspieler (nach Toren)

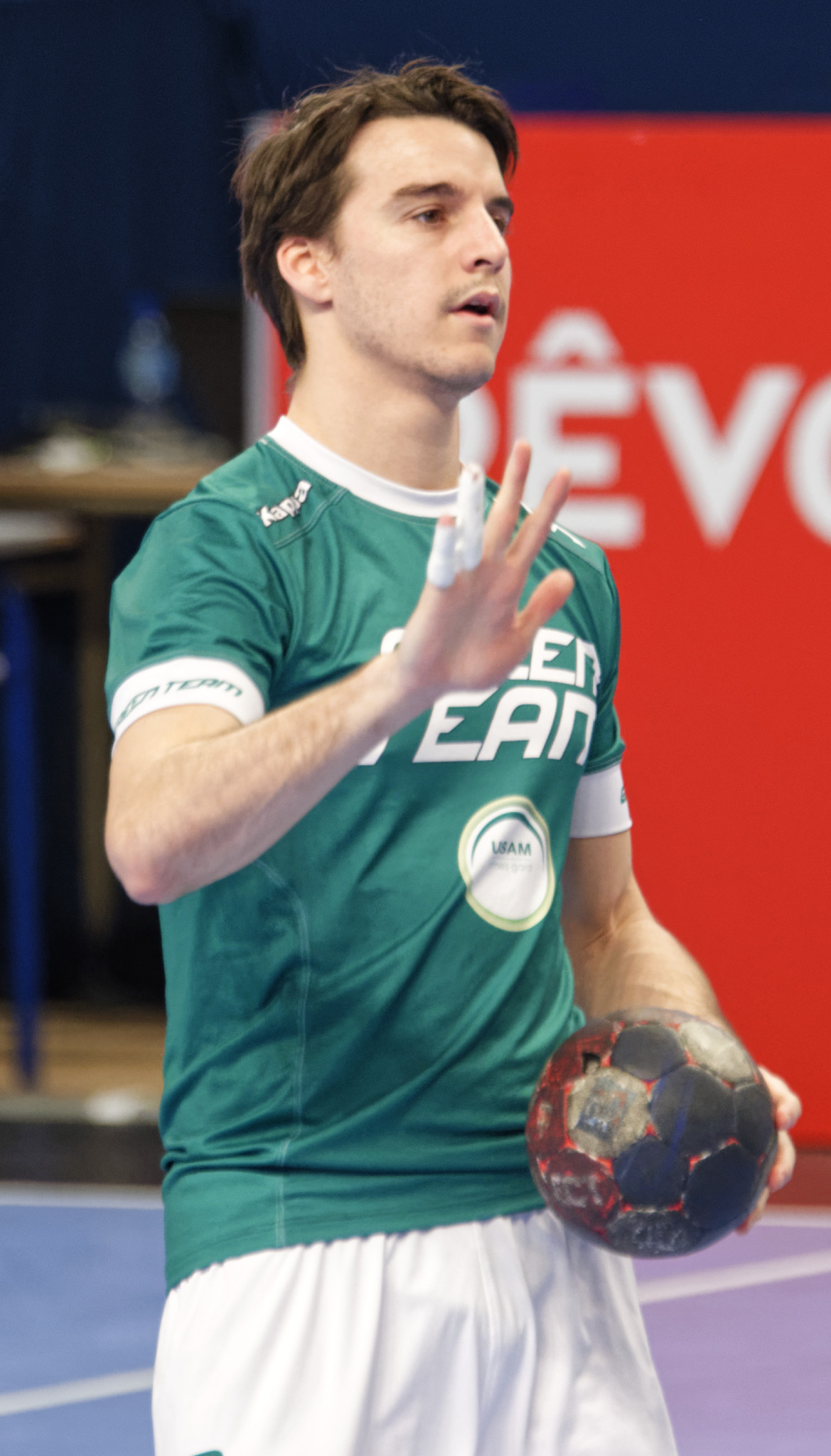
Alberto Aguirrezabalaga ist einer der Rekordtorschützen der RFEBM

| Platz | Spieler                 | Spiele | Tore | Position | Zeitraum  |
| ----- | ----------------------- | ------ | ---- | -------- | --------- |
| 01    | Aleix Gómez             | 66     | 246  | RA       | 2014–2017 |
| 02    | Alberto Aguirrezabalaga | 65     | 212  | RA       | 2006–2009 |
| 03    | Víctor Tomás            | 46     | 207  | RA       | 2003–2005 |
| 04    | Iker Romero             | 35     | 204  | RM       | 2000–2001 |
| 05    | Santiago Urdiales       | 43     | 187  | RA, RR   | 2000–2001 |
| 06    | Carlos Ruesga           | 46     | 181  | RM, RL   | 2003–2005 |
| 07    | Jorge Maqueda           | 47     | 165  | RR       | 2007–2009 |
| 08    | Álvaro Ruiz             | 52     | 157  | RM       | 2008–2011 |
| 09    | Antonio Ortega          | 38     | 153  | RR, RA   | 1990–1992 |
| 10    | Iosu Olalla             | 53     | 151  | RM       | 1988–1991 |
| 10    | Niko Mindegía           | 40     | 151  | RM       | 2007–2009 |

## Wettbewerbe

### Weltmeisterschaft der Junioren (U 21)
Die U-21-Weltmeisterschaften (Campeonato Mundial de Balonmano Masculino Sub-21) werden seit 1977 grundsätzlich alle zwei Jahre ausgetragen.
Die spanische júnior selección nahm mit nachstehend aufgeführten Ergebnissen teil:
| Jahr | Gastgeber                 | Teams                                             | Platz                                             | Mannschaft | Trainer                                           | Anmerkungen |
| ---- | ------------------------- | ------------------------------------------------- | ------------------------------------------------- | --- | ------------------------------------------------- | --- |
| 1977 | Schweden                  | 21                                                | 04.                                               | ? | ?                                                 | – |
| 1979 | Dänemark, Schweden        | 24                                                | nicht teilgenommen                                | nicht teilgenommen | nicht teilgenommen                                | nicht teilgenommen |
| 1981 | Portugal                  | 16                                                | 10.                                               | Lorenzo Rico, Jesús Fernández, Julián Ruiz, Javier Reino, … | ?                                                 | – |
| 1983 | Finnland                  | 16                                                | 09.                                               | Lorenzo Rico, Jesús Fernández, Javier Reino, Luis García, Juan Alemany, … | ?                                                 | – |
| 1985 | Italien                   | 16                                                | 10.                                               | Javier Reino, Luis García, … | ?                                                 | – |
| 1987 | Jugoslawien               | 16                                                | 02.                                               | Fernando Barbeito, Salvador Esquer, Jaume Fort, Ricardo Marín, Mateo Garralda, Luis García, Aleix Franch, Ángel Hermida, José Villaldea, Enric Masip, Alberto Urdiales, Aitor Etxaburu, Jordi Fernández, Jordi Núñez, … | ?                                                 | – |
| 1989 | Spanien                   | 16                                                | 02.                                               | Fernando Barbeito, Javier Valenzuela, Ricardo Marín, Mateo Garralda, Iñaki Urdangarin, Enric Masip, David Barrufet, Alberto Urdiales, Jesús Olalla, José Ignacio Ordoñez, Jordi Núñez, Salvador Esquer, … | ?                                                 | – |
| 1991 | Griechenland              | 16                                                | 04.                                               | Alberto Martín, Javier Valenzuela, Joaquin Soler, Xavier O’Callaghan, David Barrufet, Juan Domínguez, Jesús Olalla, Carlos Ortega, … | ?                                                 | – |
| 1993 | Ägypten                   | 16                                                | 09.                                               | David Pisonero, Joaquin Soler, Xavier O’Callaghan, Jesús Fernández, José Hombrados, … | ?                                                 | – |
| 1995 | Argentinien               | 20                                                | 02.                                               | Demetrio Lozano, Jesús Fernández, Manuel Colón, Vicente Álamo, Juancho Pérez, Jesús Fernández, … | ?                                                 | – |
| 1997 | Türkei                    | 20                                                | 05.                                               | Gurutz Aguinagalde, Manuel Colón, David Davis, Vicente Álamo, Alberto Entrerríos, Jorge Martínez, Juanin García, … | ?                                                 | – |
| 1999 | Katar                     | 22                                                | 06.                                               | Asier Antonio, Rubén Garabaya, Ion Belaustegui, … | ?                                                 | – |
| 2001 | Schweiz                   | 20                                                | 02.                                               | Iker Romero, Raúl Entrerríos, Carlos Prieto, Chema Rodríguez, Julen Aguinagalde, Santiago Urdiales, … | ?                                                 | Iker Romero warf 56 Tore und landete damit auf Platz 4 der Torschützenliste. |
| 2003 | Brasilien                 | 20                                                | 04.                                               | Albert Rocas, Carlos Ruesga, Álvaro Ferrer, Víctor Hugo López, Víctor Tomás, Julen Aguinagalde, … | ?                                                 | – |
| 2005 | Ungarn                    | 20                                                | 05.                                               | Gedeón Guardiola, Joan Cañellas, Carlos Ruesga, Jorge García Lloria, Víctor Tomás, Mikel Aguirrezabalaga, Antonio García, Valero Rivera, … | ?                                                 | Carlos Ruesga war mit 52 Toren zehntbester Torschütze, Jorge García Lloria war achtbester Torwart. Víctor Tomás wurde in das All-Star-Team gewählt.                                                         |
| 2007 | Nordmazedonien            | 20                                                | 05.                                               | Carlos Grau, Cristian Ugalde, Mikel Aguirrezabalaga, Alberto Aguirrezabalaga, Eloy Felez, Eduardo Gurbindo, Jorge Maqueda, … | ?                                                 | – |
| 2009 | Ägypten                   | 24                                                | 08.                                               | Jorge Gómez, Ángel Montoro, Sergio Mellado Sanchez, Jorge Maqueda, Iñaki Peciña, Jaime González, Héctor Liébana Torralbo, Miguel Muñoz Cabezón, Adrià Figueras, Luis Felipe Jiménez Reina, Gonzalo Pérez de Vargas, Álvaro Ruiz, Adrián Crowley, Alberto Aguirrezabalaga, Joan Saubich, Niko Mindegía                                             | Óscar Gutiérrez                                   | – |
| 2011 | Griechenland              | 24                                                | 05.                                               | Rodrigo Corrales, Carlos Molina, Javier Humet, Markel Beltza Idiakez, Jaime González, Juan del Arco, Ferran Guedea Ripoll, José Carrillo, Victor Alonso García, Gonzalo Pérez de Vargas, Juan Castro Álvarez, Ángel Paraja Ramos, Álvaro Ruiz, Álvaro Cabanas García-Pertusa, Ander Ugarte, Iosu Goñi                                             | Isidoro Martínez                                  | – |
| 2013 | Bosnien und Herzegowina   | 24                                                | 02.                                               | Carlos Donderis Vegas, Gonzalo Porras Peréz, Ignacio Plaza, Sebastian Kramarz Novinsky, Joan Amigó Boada, Alejandro Costoya, David Chapela Pastoriza, Alberto Molina Martinez, Alex Dujshebaev, Daniel Arguillas Álvarez, Josep Reixach i Prat, Victor Sáez Lozano, Juan José Fernández Sánchez, Pablo Cacheda, Adrián Nolasco Macia, Ferrán Solé | Alberto Suárez                                    | Gonzalo Porras, Pablo Cacheda und Alex Dujshebaev wurden in das All-Star-Team gewählt. |
| 2015 | Brasilien                 | 24                                                | 07.                                               | Ignacio Biosca, Miguel Sánchez-Migallón, Oriol Rey, Ignacio Plaza, Abel Serdio, Álvaro Del Valle, Arnau García, Adrián Fernández, Diego Piñeiro, Joan Cañellas, Aleix Gómez, Francisco Ariño, Carlos Calle, Gonzalo Pérez, Pablo Paredes, Jon Azkue                                                                                               | Isidoro Martínez                                  | ? |
| 2017 | Algerien                  | 24                                                | 01.                                               | Javier González, Chema Márquez, Daniel Dujshebaev, Antonio Bazán, Asier Nieto, José Oliver, Rubén Río, Kauldi Odriozola, Juan Muñoz de la Peña, Santiago López, Francisco Castro, David Fernández, Josep Folqués, Aleix Gómez, Jaime Fernández, Xoan Ledo                                                                                         | Isidoro Martínez                                  | Aleix Gómez, mit 55 Toren drittbester Torschütze, wurde wie auch Xoan Ledo, der zweitbester Torwart war, in das All-Star-Team gewählt. Daniel Dujshebaev belegte mit 44 Toren Platz 8 der Torschützenliste. |
| 2019 | Spanien                   | 24                                                | 10.                                               | Mikel Amilibia, Daniel Broto, Eduardo Cadarso, Mamadou Diocou, Eneko Goenaga, Adrià Martínez, Álvaro Martínez, Miguel Martínez, Iván Montoya, Pau Oliveras, Gonzalo Pérez, Kilian Ramirez, Antonio Serradilla, Natan Suárez, Ian Tarrafeta, Pol Valera, Mikel Zabala                                                                              | Isidoro Martínez                                  | Mit 43 Toren lag Gonzalo Pérez auf Platz 8 der Torschützenliste. Daniel Broto wurde drittbester Torwart. |
| 2021 | Ungarn                    | Das Turnier fiel wegen der COVID-19-Pandemie aus. | Das Turnier fiel wegen der COVID-19-Pandemie aus. | Das Turnier fiel wegen der COVID-19-Pandemie aus. | Das Turnier fiel wegen der COVID-19-Pandemie aus. | Das Turnier fiel wegen der COVID-19-Pandemie aus. |
| 2023 | Deutschland, Griechenland | 32                                                | 09.                                               | Roberto Domenech, Daniel Martínez, Bruno Reguart, Gorka Nieto, Juan Carlos Sempere, Jan Gurri, Eneko Furundarena, Julen Urruzola, Julen Múgica, Aleksandar Cenic, Martí Soler, Arnau Fernández, Antonio Martínez, Carlos Álvarez, Javier Rodríguez, Artur Parera, Eduardo Ortíz                                                                   | Rodrigo Reñones                                   | – |
| 2025 | Polen                     | 32                                                | 09.                                               | Álvaro Pérez, Pau Panitti, Djordje Cikusa, Javier Miñambres, Samuel Saiz, Jokin Aja, Xavier González, Pablo Guijarro, Ian Barrufet, Pablo Herrero, Manuel Pérez, Alberto Delgado, Víctor Romero, Alejandro Pisonero, Petar Cikusa, Óscar Grau, Josu Arzoz                                                                                         | Javier Fernández                                  | |

### Europameisterschaft der Junioren (U 20)
Die U-20-Europameisterschaften (Campeonato Europeo de Balonmano Masculino Sub-20) werden seit 1996 grundsätzlich alle zwei Jahre ausgetragen.
Die spanische júnior selección nahm mit nachstehend aufgeführten Ergebnissen teil:
| Jahr | Gastgeber    | Teams                                             | Platz                                             | Mannschaft | Trainer                                           | Anmerkungen |
| ---- | ------------ | ------------------------------------------------- | ------------------------------------------------- | --- | ------------------------------------------------- | --- |
| 1996 | Rumänien     | 12                                                | 02.                                               | David Davis, Vicente Álamo, Alberto Entrerríos, Manuel Colón, Jorge Martínez, … | ?                                                 | – |
| 1998 | Österreich   | 12                                                | 04.                                               | Rubén Garabaya, … | ?                                                 | – |
| 2000 | Griechenland | 12                                                | 03.                                               | Carlos Prieto, Iker Romero, Raúl Entrerríos, Chema Rodríguez, Santiago Urdiales, … | ?                                                 | – |
| 2002 | Polen        | 12                                                | nicht teilgenommen                                | nicht teilgenommen | nicht teilgenommen                                | nicht teilgenommen |
| 2004 | Lettland     | 16                                                | 09.                                               | Gedeón Guardiola, Isaías Guardiola, Juan Andreu, Víctor Tomás, Carlos Ruesga, Valero Rivera, … | ?                                                 | – |
| 2006 | Österreich   | 16                                                | 09.                                               | Joan Cañellas, Carlos Grau, Eduardo Gurbindo, … | ?                                                 | – |
| 2008 | Rumänien     | 16                                                | 05.                                               | Eloy Felez, Ignacio Moya, Jorge Maqueda, … | ?                                                 | – |
| 2010 | Slowenien    | 16                                                | 07.                                               | Carlos Molina, José Carrillo, Ander Ugarte, Alberto Miralles, Javier Humet, Álvaro Ruiz, Gonzalo Pérez de Vargas, Iosu Goñi, Rodrigo Corrales, … | ?                                                 | – |
| 2012 | Türkei       | 16                                                | 01.                                               | Juanjo Fernandez, Alex Dujshebaev, Alejandro Costoya, Aitor Ariño, Ferrán Solé, Ignacio Plaza, Pablo Cacheda, David Chapela, Víctor Rodríguez, Víctor Sáez, Josep Reixach, Sebastian Kramarz, …                                                          | Alberto Suárez                                    | Alex Dujshebaev wurde in das All-Star-Team gewählt, Juanjo Fernandez wurde als bester Verteidiger ausgezeichnet. Pablo Cacheda wurde zum MVP gewählt. |
| 2014 | Österreich   | 16                                                | 03.                                               | Ignacio Biosca, Miguel Sánchez-Migallón, Oriol Rey, Ignacio Plaza, Abel Serdio, Álvaro Del Valle, Arnau García, Adrián Fernández, Diego Piñeiro, Marc Cañellas, Aleix Gómez, Francisco Ariño, Carlos Calle, Mario López, Pablo Paredes, Jon Azkue        | Isidoro Martínez                                  | – |
| 2016 | Dänemark     | 16                                                | 01.                                               | Daniel Dujshebaev, Antonio Bazán, Asier Nieto, José Oliver, Rubén Río, Chema Márquez, Juan Muñoz de la Peña, Francisco Castro, David Fernández, Javier González, Josep Folqués, Aleix Gómez, Kauldi Odriozola, Jaime Fernández, Xoan Ledo, Ander Torriko | Isidoro Martínez                                  | – |
| 2018 | Slowenien    | 16                                                | 05.                                               | Kilian Ramirez, Adrián Torres, Mikel Zabala, Adrià Martínez, Sergi Franco, Gonzalo Pérez, Pau Navarro, Eneko Goenaga, Antonio Serradilla, Mikel Amilibia, Juan Sarió, Alberto Sanz, Pol Valera, David Soriano, Álvaro Cabello, Ian Tarrafeta             | Isidoro Martínez                                  | – |
| 2020 | Kroatien     | Das Turnier fiel wegen der COVID-19-Pandemie aus. | Das Turnier fiel wegen der COVID-19-Pandemie aus. | Das Turnier fiel wegen der COVID-19-Pandemie aus. | Das Turnier fiel wegen der COVID-19-Pandemie aus. | Das Turnier fiel wegen der COVID-19-Pandemie aus. |
| 2022 | Portugal     | 16                                                | 01.                                               | Jan Gurri, Bruno Reguart, Javier Rodríguez, Julen Múgica, Gorka Nieto, Carlos Álvarez, Arnau Fernández, Martí Soler, Álex Lodos, Eneko Furundarena, Antonio Martínez, Daniel Serrano, Julen Urruzola, Artur Parera, Roberto Domènech, Daniel Martínez    | Rodrigo Reñones                                   | Javier Rodríguez und Antonio Martínez wurden in das All-Star-Team gewählt. Jan Gurri belegte mit 39 Toren Platz 8 der Torschützenliste.               |
| 2024 | Slowenien    | 24                                                | 01.                                               | Pau Panitti, Álvaro Pérez, Javier Miñambres, Ferran Castillo, Jokin Aja, Djordje Cikusa, Víctor Romero, Pablo Herrero, Eduardo Escobedo, Ian Barrufet, Óscar Grau, Pablo Guijarro, Petar Cikusa, Josu Arzoz, Xavier González, Alberto Delgado            | Javier Fernández                                  | Petar Cikusa wurde zum Most Valuable Player des Turniers gewählt, Xavier González in das All-Star-Team.                                               |